# Gestreepte knotsslak
De gestreepte knotsslak (Trinchesia foliata) is een slakkensoort uit de familie van de Trinchesiidae. De wetenschappelijke naam van de soort werd in 1839 voor het eerst geldig gepubliceerd in 1839 door Forbes & Goodsir als Eolidia foliata.

## Beschrijving
Deze naaktslak heeft een complex patroon van rode markeringen op het hoofd en lichaam. Er zijn rode ringen op de orale tentakels en rinoforen, halvemaanvormige rode markeringen die in de lengterichting voor en achter de rinofoorbasis lopen, en een oranje V-vormige vlek achter het hart in het midden van de rug. Karakteristiek is dat het lichaam en de cerata zijn bezaaid met vlekken van goudgeel pigment, die bijna doorlopend worden aan de voorkant van het hoofd en ringen vormen onder de toppen van de puntige cerata. Meestal 10 mm lang, maximaal 15 mm.
De gestreepte knotsslak lijkt een ruimere keuze aan hydroïdpoliepvoedsel te hebben dan de meeste andere Trinchesia-soorten, waaronder het Dynamena pumila, Sertularella gayi, Sertularella polyzonias en Abietinaria abietina uit de Sertulariidae-familie. Hij komt voor onder losse stenen aan de kust en in het sublitoraal. Het eikapsel is een kort plomp gelatineus wit tot grijs worstje dat enigszins gebogen op hoofdas van het voedsel wordt afgezet.

## Verspreiding
De gestreepte knotsslak is gemeld vanuit het noordoostelijke deel van de Atlantische Oceaan, van de Faeröer en Noorwegen tot Portugal in het zuiden, en in de Middellandse Zee. Deze soort komt wijdverbreid voor op de Britse Eilanden. Onlangs is aangetoond dat mediterrane records de vergelijkbare soort Trinchesia genovae zijn. De gestreepte knotsslak is zeldzaam in Nederland. In 2011 werden echter een viertal exemplaren aangetroffen in het zuidwestelijke deel van het Grevelingenmeer.